# میو گاردنز
میو گاردنز (به انگلیسی: Mayo Gardens) یک منطقهٔ مسکونی در پاکستان است که در پنجاب واقع شده‌است.